# 绿春溪蟾
绿春溪蟾（学名：Bufo luchunnicus）一种于中华人民共和国云南省绿春县发现的两栖动物，隶属于蟾蜍科蟾蜍屬。其种加词“luchunnicus”意为“云南省绿春县的”。

## 形态特征
绿春溪蟾体型中等，雄蟾体长57～61豪米，皮肤较光滑；雌蟾体长55～80毫米，皮肤略粗糙。身体背面呈灰绿色，枕后至肛前有一脊纹，体侧具有斜行黑色带，其上方灰白色；喉部斑点小而稀疏；胸腹部和四肢腹面有黑云斑。

## 保护
本种于2023年被收录入《有重要生态、科学、社会价值的陆生野生动物名录》。